# ブリガース・アンド・ラストリック・ブラス・バンド

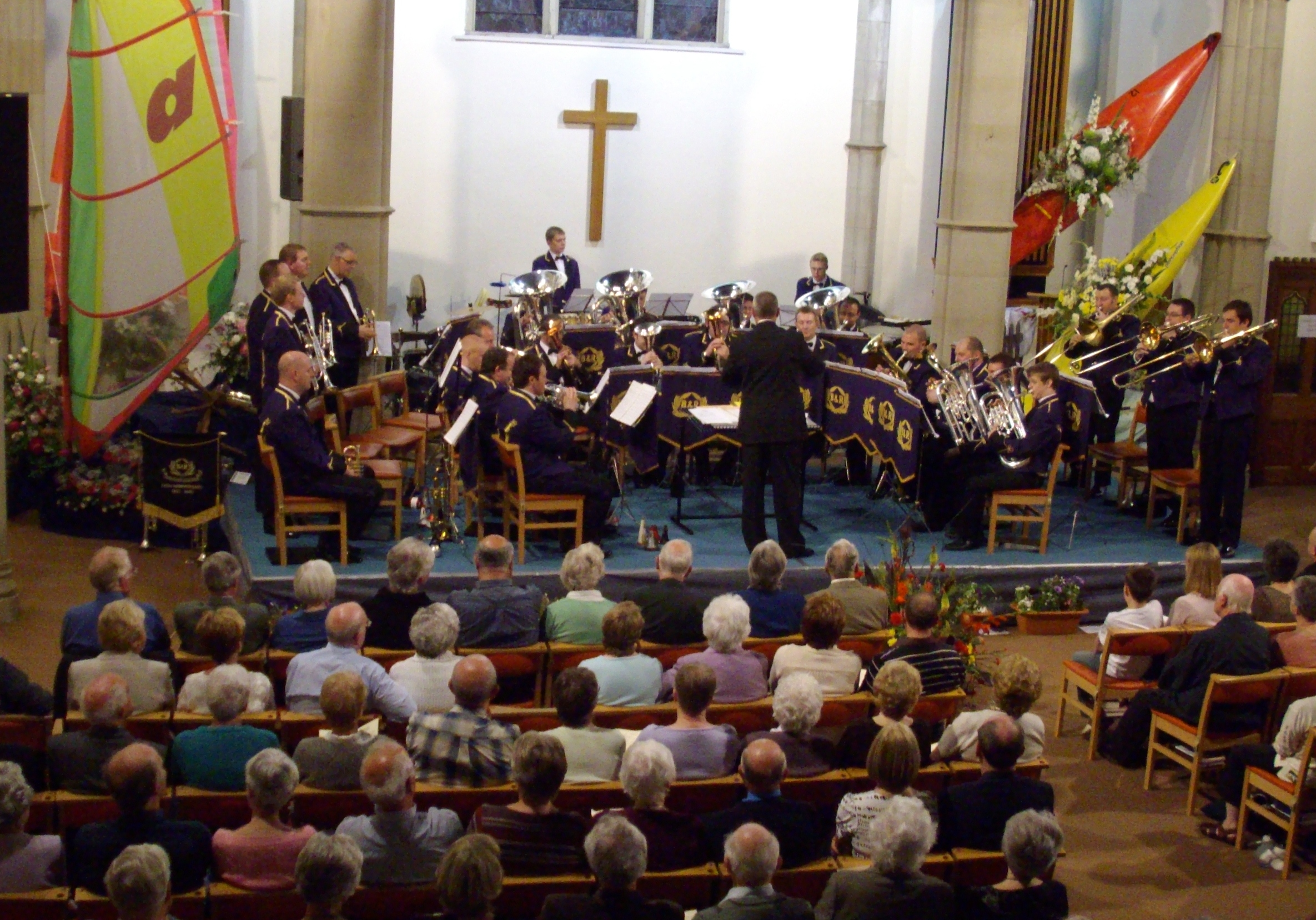
ブリガースのセントラル・メソディスト教会で演奏するブリガース・アンド・ラストリック・ブラス・バンド。2008年6月21日。

ブリガース・アンド・ラストリック・ブラス・バンド （英: Brighouse and Rastrick Brass Band）は、イギリスのウェスト・ヨークシャー州カルダーデールのブリガース区に本拠地を置く、1881年に創立されたブラスバンド。

## 歴史
全英ブラスバンド選手権大会には、炭坑や工場に起源や拠点を持つバンドが多数出場しているが、ブリガース・アンド・ラストリック・ブラス・バンドはその設立から一貫して一般からの寄付により運営されており、なおかつその演奏は大衆にも専門家にも高く評価されている。
ブリガース・アンド・ラストリック・ブラス・バンドは1881年に、西ヨークシャー州ブリガース区と、カルダー川をはさんで隣接するラストリック村の住民の寄付金により設立された。
以来現在に至るまで、バンドは寄付金と、それに基づく基金により運営されている。メンバーは全員アマチュアであり、特定の企業や自治体の援助などに依存せず経済的に独立して運営され続けていること、そしてイギリスでもトップクラスの演奏を行うバンドであること に誇りを持っている。
ブリガース区北部のフィンキル通りに面するブリガース高校の敷地内に、ウェスト・ライディングス (West Ridings) というホールとライブラリを持つ施設が建てられ、ブリガース・アンド・ラストリック・ブラス・バンドは1995年からそこを拠点にしている。
ブリガース・アンド・ラストリック・ブラス・バンドは2009年のブラス・イン・コンサート (Brass in Concert) でリチャード・エヴァンス (Richard Evans) 指揮の演奏で "Most Entertaining Band" (もっとも楽しめる演奏をしたバンド) に選ばれ、続く2010年にはロイヤル・アルバート・ホールで行われた全英大会でディビッド・キング (David King) の指揮で優勝した。

## フローラル・ダンス
ブリガース・アンド・ラストリック・ブラス・バンドが演奏、録音したシングル盤フローラル・ダンスは1977年に全英シングルチャートで9週連続2位の売り上げを記録した。
この曲は元はイギリスの音楽家ケイティ・モス (Katie Moss) が作詞、作曲した歌で、これをデレク・ブロードベント (Derek Broadbent) がブラスバンドのために編曲したものが録音された。シングルのB面はムード・インディゴ (Mood Indigo) のブロードベントによるバンド版であったが、シングルでは曲名はバチェラー・ガール (Bachelor Girls) とされていた。このフローラル・ダンスを収録した同名のアルバムは、全英アルバムチャート (en)で10位にランクインした。

## 受賞歴
- 全英ブラスバンド選手権大会優勝 (1946[1], 1968[1], 1969[1], 1973[1], 1980[1][9], 1997[1], 1998[1], 2010年[2])